# Chvalynská kultura

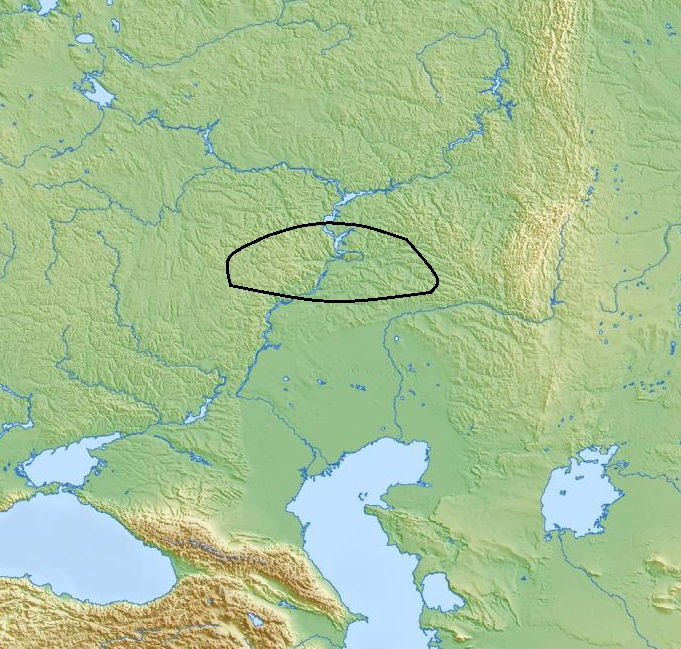
Oblast obývaná chvalynskou kulturou, na základě informací v Encyclopedia of Indo-European Culture

Chvalynská kultura je archeologická kultura ze středního eneolitu (c. 4900 až 3500 př. n. l.) ze středního Povolží a severního Kavkazu. Pojmenována byla podle naleziště nacházejícím se nedaleko Chvalynsku v Saratovské oblasti v Rusku. Předcházela jí raně eneolitická samarrská kultura. Chvalynská kultura však na rozdíl od samarrské obývala mnohem širší území, a to od Saratova na severu až po Azovské moře na jihozápadě a řeku Ural na jihovýchodě. Je blízká kultuře Srednij Stog. V roce 1980 formuloval I. B. Vasiljev koncept kulturně-historické komunity Srednij Stog-Chvalynsk a jejího zahrnutí jako substrátové složky do starověké kulturně-historické jámové kultury, která ji následovala.
Existuje i teorie, že chvalynská kultura vznikla v důsledku migrace kultury Srednij Stog na východ v důsledku aridizace klimatu, nicméně samotná kultura Srednij Stog pochází z oblasti Donu. I. V. Goraščuk na základě rostoucího počtu oboustranně opracovaných a leštěných artefaktů nalézaných v chvalynských komplexech došel k závěru, že chvalynští chovatelé dobytka přišli do Povolží z oblasti Mangyšlaku a přesunuli se z polopouštní oblasti do stepi, kde hledali pastviny. Později se vyvinula v místní verzi jámové kultury a ovlivnila botajskou kulturu v Kazachstánu. Příslušníci chvalynské kultury již znali metalurgii kovů, jmenovitě mědi. Živili se však chovem skotu a koní, s podpůrnou rolí lovu, rybolovu a sběru.

## Datace
Řada kalibrovaných dat získaných pomocí datování radiokarbonovou metodou pomocí C14 z materiálu nalezeného v hrobech, datuje kulturu do období 5000 až 4500 př. n. l. Tento materiál pochází z fáze Chvalynsk I, neboli rané chvalynské kultury. Chvalynsk II, neboli pozdní chvalynská kultura, patří do období pozdního eneolitu. Asko Parpola považuje přetrvávání chvalynské kultury v období c. 5000 až 3800 př. n. l.
Nina Morgunova považuje Chvalynsk I za raný eneolit, současný s druhou fází samarrské kultury zvané ivanovská a tokská fáze, jejíž keramika byla ovlivněna chvalynskou kulturou, přičemž kalibrované období této druhé fáze samarrské kultury spadá do období 4850 až 3640 př. n. l. Marija Gimbutasová se však domnívala, že samarrská kultura je starší, a zařadila Chvalynsk I do rozvinutého eneolitu. Neexistuje dostatek dat a nalezišť samarrské kultury k vyřešení této otázky. Přibližně po roce 4500 př. n. l. jsou s chvalynskou kulturou spojovaná naleziště na dolním a středním toku Volhy, kde se chovaly domestikované ovce, kozy, dobytek a možná i koně.

## Archeologická naleziště

### Pohřebiště
Chvalynská typová lokalita je pohřebiště o rozměrech 30 x 26 m, které obsahovalo asi 158 koster, uložených převážně v jednotlivých hrobech, ale někteří jedinci byli pohřbeni i po dvou až pěti společně. Pohřbeni byli v poloze na zádech s pokrčenými koleny. Dvanáct hrobů bylo pokryto kamennými mohylami. Byla nalezena obětní místa podobná těm, nalezeným v Samaře, obsahující ostatky koní, skotu a ovcí.
V roce 1929 byl v Krivolučje nalezen samostatný hrob s hrobovou výbavou a ostatky uloženými na okru. Tento člověk byl pohřben položený na zádech s tváří nahoru a s pokrčenými koleny.
Pohřebiště poblíž města Nalčik na severním Kavkazu obsahovalo 121 pohřbů. Těla byla také položena na zádech s obličejem nahoru a s pokrčenými koleny. K pohřbívání se používaly okrové a kamenné desky. Celé pohřebiště bylo navíc pokryto mohylou.
Existuje názor, že soudě dle předmětů nalezených v hrobech existovala v chvalynské společnosti sociální stratifikace, jelikož některé hroby jsou znatelně bohatší než jiné. Nebyly však nalezeny žádné specifické insignie náčelníků, zatímco pohřební mohyly z pozdější doby byly určeny výhradně pro náčelníky a jejich doprovod. Hromadění materiálního bohatství koreluje s růstem populace a územní expanzí. Jak však ukazují novější studie, v neolitických a eneolitických kulturách východní Evropy byla bohatost pohřbů určována téměř výhradně vztahy mezi věkem a pohlavím (nejbohatší byly pohřby dětí a osob, které dosáhly nejproduktivnějšího věku kolem 25 až 30 let). Pohřby jedinců starých 35 až 40 let byli nejchudší a neměli prakticky žádnou hrobovou výbavu. A chvalynská kultura podléhala stejným sociálním vztahům.
Zatímco v hrobech samarské kultury nebyly nalezeny žádné kovové předměty, v chvalynských hrobech byly objeveny měděné šperky ve formě prstenů. Mezi další ozdoby patří perleťové korálky, náramky z kamene a kostí, ale i zuby zvířat jako byli kanci, medvědi, vlci či jeleni. Zbraně i nadále byli kamenné, ale dosahovaly nejvyšší kvality zpracování. Na keramice jsou viditelné otisky provázků a vlněné látky.

### Další nálezy chvalynské kultury
Kromě pohřebišť jsou známé i další chvalynské nálezy. V Orenburské oblasti byla nalezena chvalynská keramika na lokalitách Ivanovo a Turganik. V Samarské oblasti na řece Sok, která je pravým přítokem řeky Volhy, bylo prozkoumáno sídliště v Gundorovskoje. Na lokalitě Lebjžinka I byly nalezeny také artefakty chvalynské kultury. V Astrachaňské oblasti byla objevena a vykopána řada chvalynských lokalit. Jsou to lokality Kara-Chuduk, Kairšak VI, Kombak-te, Tau-Tjube, Severnyj Bukej a další. Materiály související s chvalynskou kulturou byly objeveny také ve východokaspické oblasti na poloostrově Mangyšlak. Ve Volgogradské oblasti byla na nalezišti Kumysk na řece Torgun nalezena chvalynská keramika. I v Penzenské oblasti byly objeveny artefakty související s chvalynskou kulturou.

## Antropologie a genetika

### Antropologie
Lidé pohřbení na pohřebištích chvalynské kultury byly dolichokraničtí, středně úzkolící (mezocefaličtí) Evropané pontského typu. Na lebkách dospělých jedinců se často nacházejí povrchové defekty kostní tkáně oválného lodičkovitého tvaru. Existují náznaky rituálních důvodů těchto zranění, která byla pravděpodobně způsobena během iniciačního rituálu.

### Genetika
U většiny zástupců chvalynské kultury, kteří žili před 6700 lety, byla zjištěna haploskupina Y chromozomu R1b1a, stejně jako minoritní haploskupiny Y chromozomu J1-CTS1026, I2a2, R1a, Q1a a mitochondriální haploskupiny H2a1, U4a1, U4a2, U4d, U5a1i.